# Щефан Водъ (окръг Кълъраш)
Щефан Водъ (на румънски: Ștefan Vodă) е село в югоизточна Румъния, единствено селище в община Щефан Водъ в окръг Кълъраш. Населението му е около 2270 души (2011).
Разположено е в Долнодунавската равнина, на 14 km северно от река Дунав и град Кълъраш. През селото преминава железопътна линия, свързваща Кълъраш с вътрешността на страната.